# سیه‌رخ سرسیاه شرقی
باتیس سرسیاه (نام علمی: Batis minor) نام یک گونه از سرده باتیس است.